# Granja do Marquês

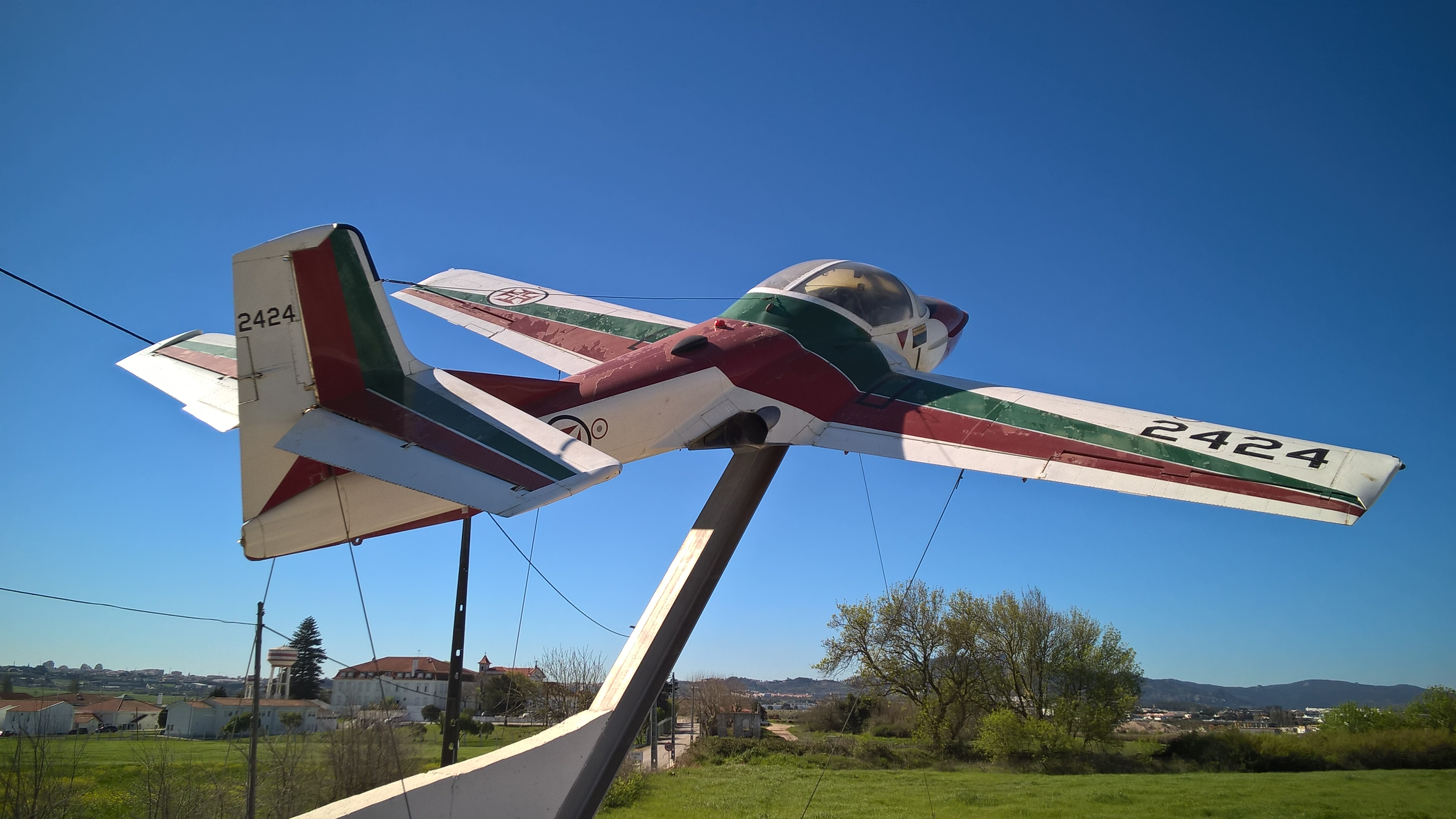
Exterior do Museu do Ar (Granja do Marquês)

A Granja do Marquês situa-se no concelho de Sintra, freguesia de Pêro Pinheiro. Dá-se esse nome a todo o terreno onde está situada a Base Aérea n.º 1, o Museu do Ar e também à área envolvente da mesma base.
Vestígios arqueológicos apontam para que essa área foi habitada desde os tempos do neolítico, passando pelos romanos e árabes.
Pertenceu ao Marquês de Pombal quando esta área tomou o nome porque ainda hoje é conhecida.
Segundo uma lenda, no século XVII apareceu neste local a Nossa Senhora da Nazaré.
Junto ao palácio situa-se uma capela que foi concluída em 1701. Hoje a capela é dedicada à Nossa Senhora do Ar, padroeira dos aviadores em Portugal.
Em dezembro de 1927 foi criada a Base Aérea de Sintra, mais tarde denominada Base Aérea nº. 1. Essa instalação ocupou esses terrenos, tornando-se na Base Aérea mais antiga de Portugal e onde milhares de pilotos militares portugueses foram instruídos na arte de voar.